# Адам, Джеймс
Джеймс А́дам (англ. James Adam; 29 июля 1732, Керколди — 20 октября 1794, Лондон) — шотландский архитектор, рисовальщик-орнаменталист, декоратор интерьера и проектировщик мебели. Младший брат и компаньон архитектора Роберт Адам.

## Биография
Адам родился в Керколди (округ Файф, Шотландия) в 1732 году и был третьим сыном архитектора Уильяма Адама (1689—1748), одного из самых востребованных шотландских архитекторов своего времени. В семье было ещё два брата, также будущие архитекторы: Роберт (1728—1792) и Джон (1721—1792).
В 1755 году Джеймс, помогая отцу, работал на строительстве Гансгрин-хаус в городе Аймут (округ Берикшир, Шотландия).
В 1758 году Роберт и Джеймс Адам начали собственное дело в Лондоне в собственном доме на улице Lower Grosvenor, сосредоточившись на оформлении интерьеров городских домов.
Затем Джеймс Адам, по примеру брата Роберта, с мая 1760 года по октябрь 1763 года совершил Гран-Тур по Италии, после чего вернулся в Лондон.
В 1768 году Джеймс сменил Роберта на посту архитектора Управления королевских работ (Architect of the King’s Works). В 1767 году братья Роберт и Джеймс основали проектную фирму «Адельфи», в которой проектировали оформление интерьеров, мебель, камины, светильники и ткани. В их компании работали другие известные архитекторы, в том числе Джозеф Бономи (1739—1808). В Лондоне братья разработали «стиль Адам» (Adam Style), а Джеймс: свою теорию «движения» в архитектуре (Мovement in architecture), основанную на изучении памятников античности, в которых сходные мотивы развиваются и повторяются с вариациями как в общей композиции здания, так и в мельчайших деталях снаружи и внутри. Сопоставляя размеры комнат и орнаментальные схемы, Джеймс Адам применил свою концепцию движения к проектируемым интерьерам.
С 1771 по 1775 годы Джеймс Адам вместе с братом занимался проектированием и строительством замка Уэддерберн близ Дунса, Берикшир. Он также участвовал в проектировании улицы и дворца Портланд в центре Лондона.
Джеймс вышел из тени своего брата после смерти Роберта в 1792 году, спроектировав несколько примечательных зданий в Глазго, в том числе старый лазарет (1792; снесён в 1907 году), помещения для собраний (1794; снесены в 1890 году) и церковь Tron Kirk (1794). Однако его слава была недолгой — Джеймс Адам умер в своем доме на лондонской улице Альбемарл в октябре 1794 года.
Джеймс Адам владел выдающимся собранием книг и чертежей, которые он отмечал своим личным экслибрисом. Свои идеи Джеймс Адам вместе с братом Робертом изложил в издании «Работы в архитектуре Роберта и Джеймса Адама» (Works in Architecture of Robert and James Adam, в 2-х т.: 1773—1778, 1779; третий том вышел посмертно в 1822 г.). Это издание оказало значительное влияние на творчество многих архитекторов-декораторов английского классицизма.

## Галерея

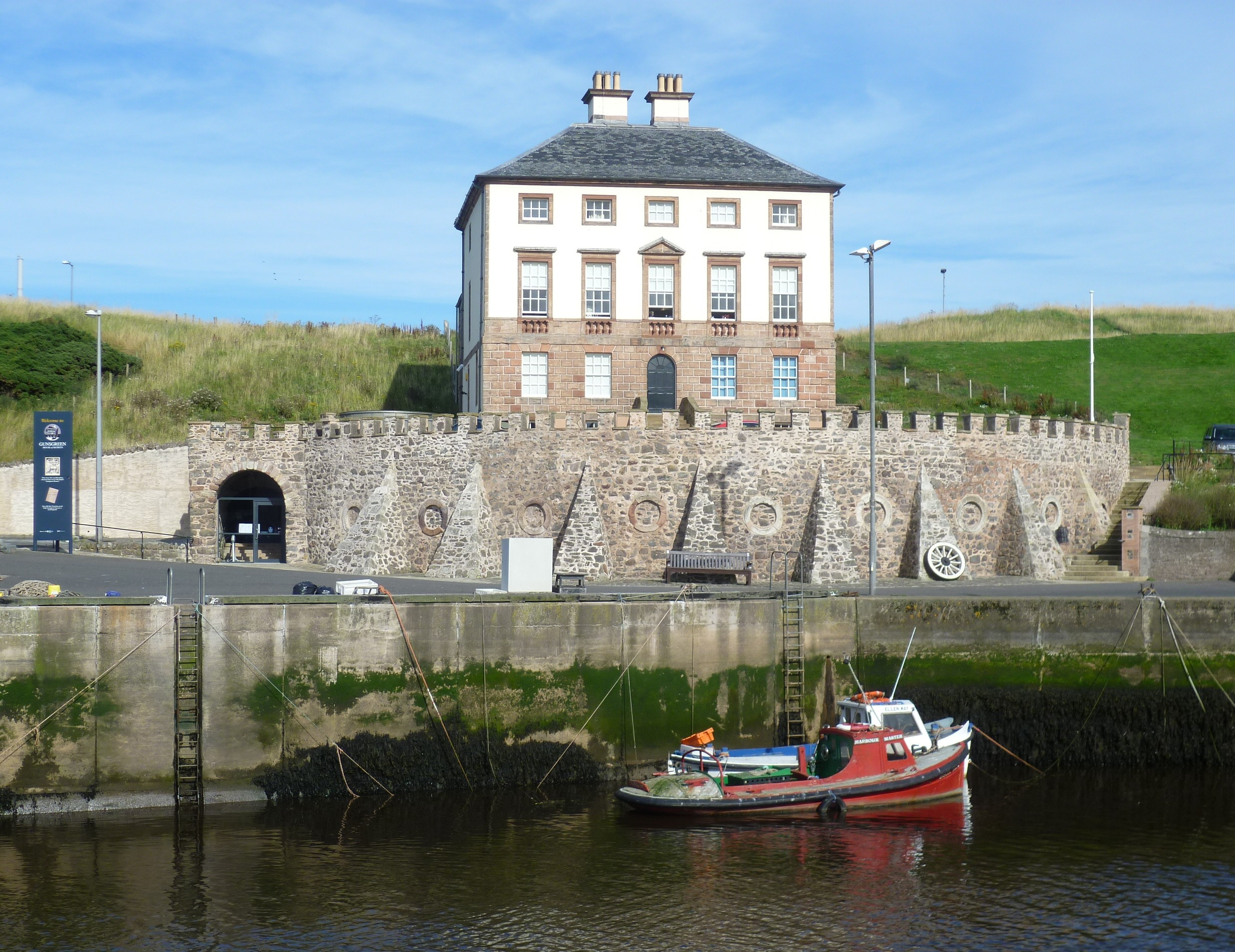
Гансгрин-хаус. 1755. Аймут, Шотландия
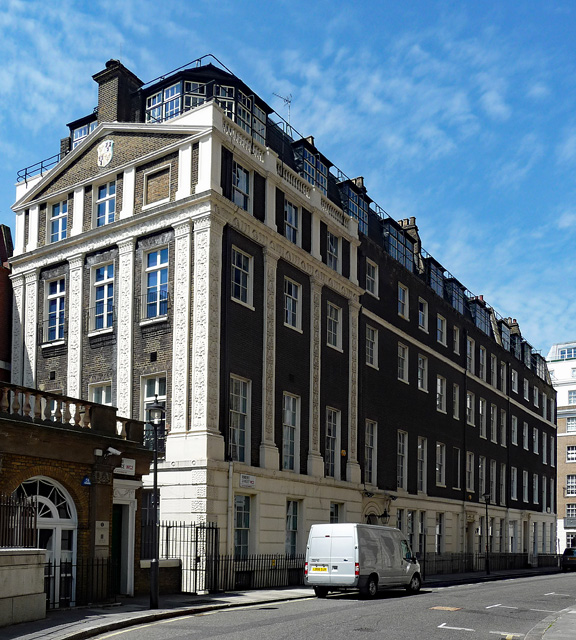
Роберт стрит, 1-3. Резиденция фирмы «Адельфи». Лондон
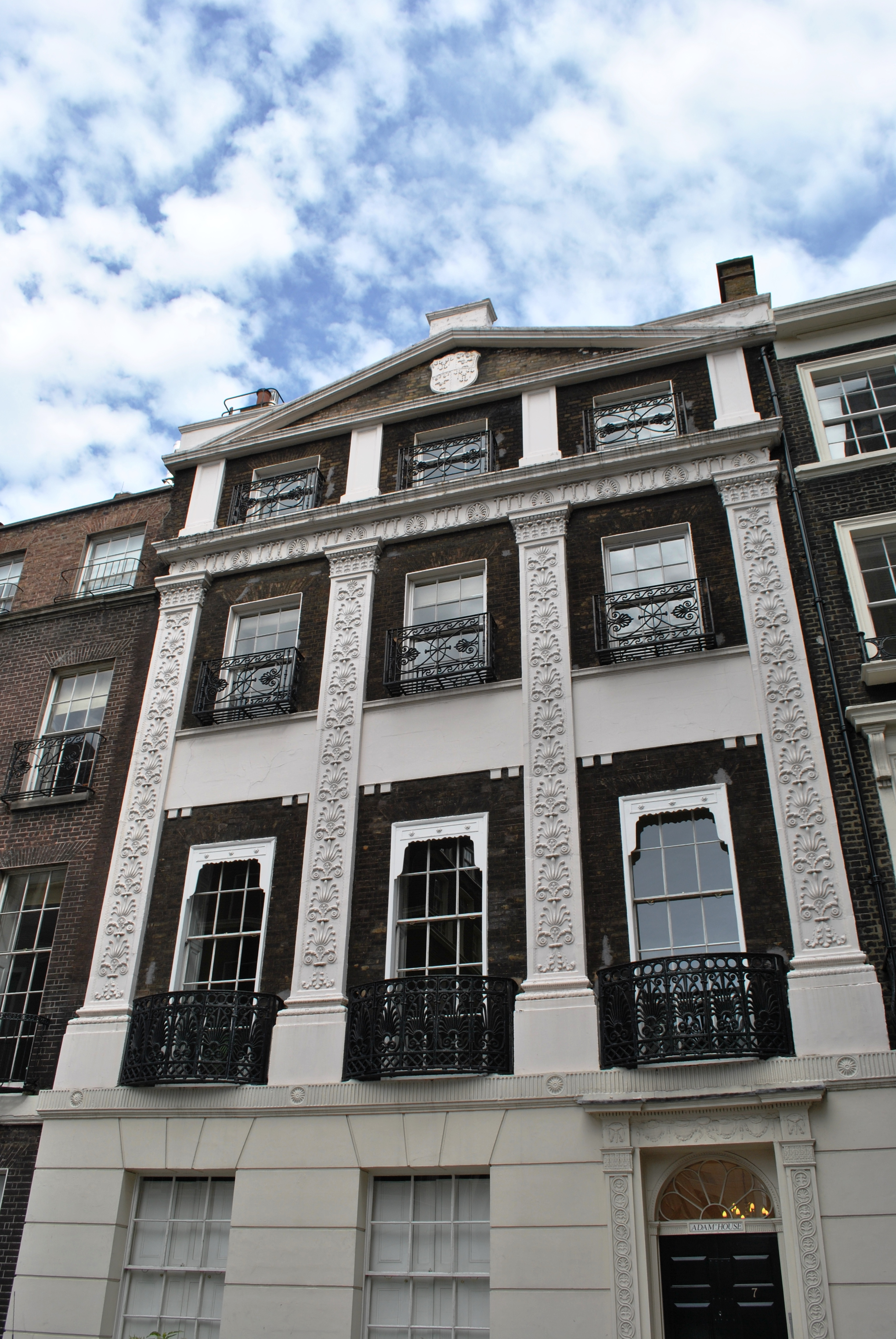
Дом 7 на Адам-стрит. Белфаст, Северная Ирландия
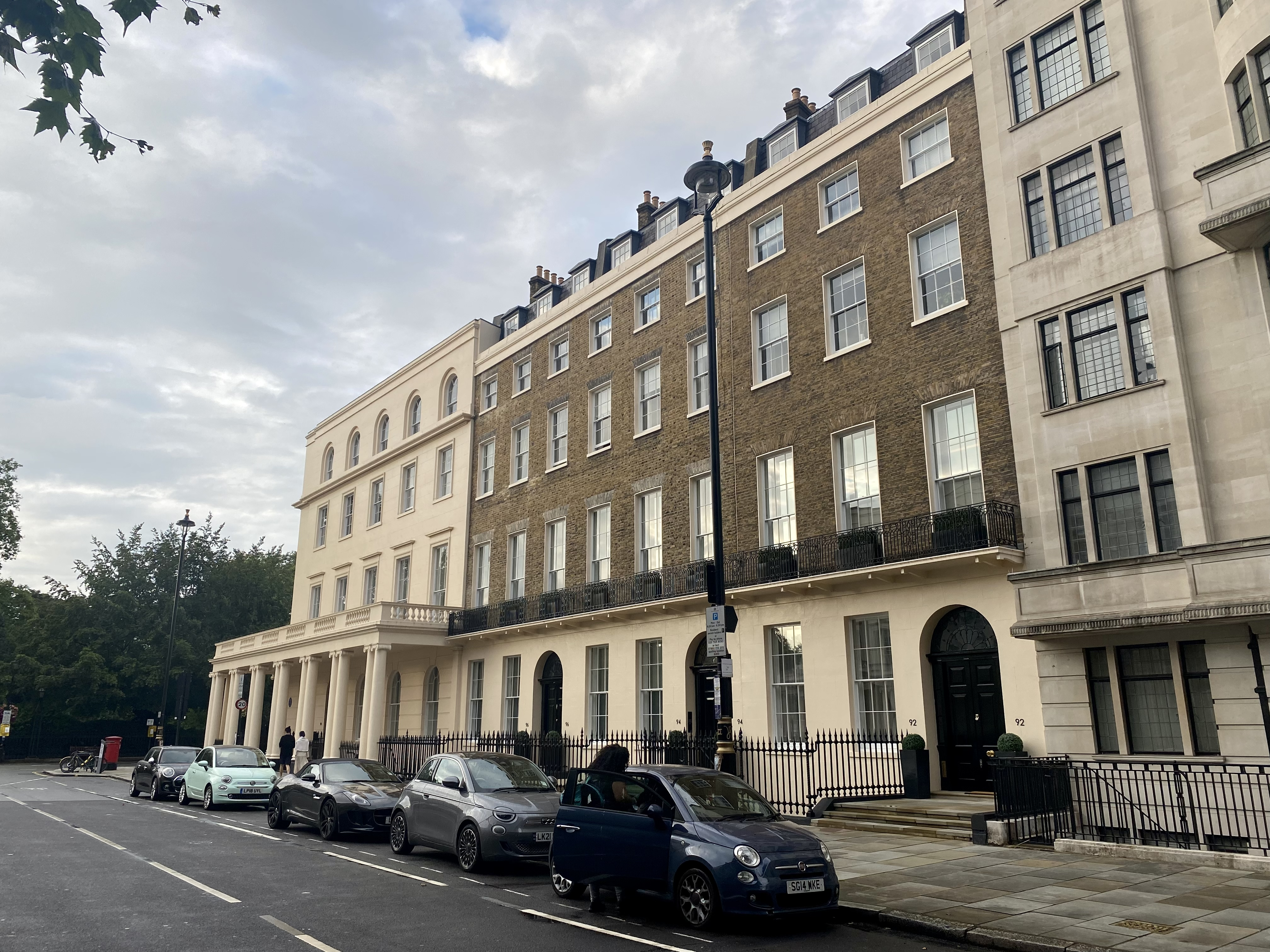
Улица и дворец Портланд, Лондон. Проект Р. и Дж. Адам. 1770-е гг.
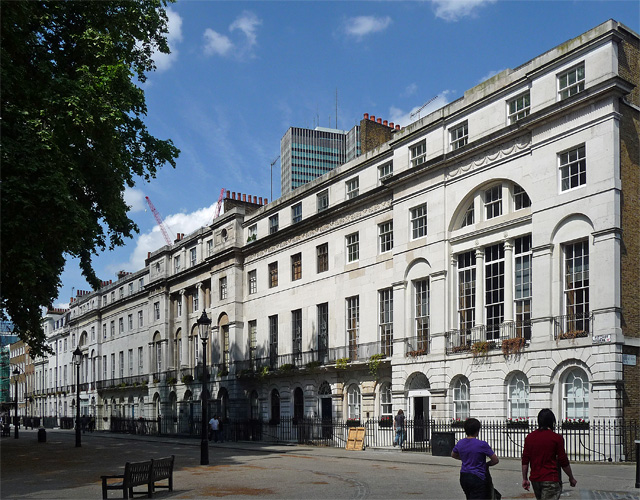
Площадь Фицрой, Лондон. 1792—1798